# جيمي أرنولد (موسيقي)
جيمي أرنولد (بالإنجليزية: Jimmy Arnold)‏ (مواليد 04 يناير 1932 - الوفاة 15 يونيو 2004) هو مغني كندي